# Прокуратура Нагірно-Карабаської Республіки
Прокуратура Нагірно-Карабаської Республіки є єдиною системою, яку очолює Генеральний прокурор.
Генерального прокурора за пропозицією Президента Республіки більшістю голосів від загального числа депутатів призначають Національні Збори строком на шість років. Одна й та ж особа не може призначатися Генеральним прокурором більш ніж два рази поспіль.
Генеральний прокурор не може обіймати посаду в державних органах чи органах місцевого самоврядування або в комерційній організації, займатися підприємницькою діяльністю, виконувати іншу оплачувану роботу, крім наукової, педагогічної та творчої. Генеральний прокурор не може бути членом будь-якої партії.
У встановлених законом випадках за пропозицією Президента Республіки Національні Збори більшістю голосів від загального числа депутатів може відкликати Генерального прокурора з посади.

## Функції
Прокуратура у встановлених законом випадках і порядку:
- порушує і здійснює кримінальне переслідування;

- здійснює нагляд за законністю дізнання та попереднього слідства;

- підтримує обвинувачення в суді;

- порушує в суді позов щодо захисту інтересів держави;

- опротестовує рішення, вироки і постанови судів;

- здійснює нагляд за законністю застосування покарань та інших форм примусу;

Прокуратура діє в межах повноважень, наданих їй Конституцією, на основі закону.

## Сьогодення
Генеральним прокурором НКР є Аршавір Гарамян. 12 липня 2010 р. став членом Міжнародної асоціації прокурорів.
16 липня 2010 р. була проведена колегія Прокуратури НКР, присвячена результатам роботи у першому півріччі 2010 р. Заступники генпрокурора і начальники відділів виступили з доповідями про пророблену в звітний період роботу. Заслухавши їх, Гарамян зазначив, що хоча за результатами півріччя відчутна тенденція до зменшення кількості злочинів, проте, приводи для занепокоєння у правоохоронних органів є. Зокрема, він підкреслив необхідність реєстрації всіх без винятку злочинів і посилення прокурорського контролю над цим процесом.
Узагальнюючи роботу колегії, генпрокурор зазначив, що між правоохоронними органами республіки створилася сприятлива атмосфера співпраці, і це дає прекрасну можливість для досягнення більшої ефективності в боротьбі зі злочинністю.
11 лютого 2011 р. відбулася зустріч Президента Бако Саакяна з співробітниками прокуратури республіки, в ході якої були узагальнені результати 2010 року і заплановані плани на 2011 рік. Глава держави у своєму слові дав задовільну оцінку діяльності прокуратури в 2010 році, але при цьому зазначив, що ще багато чого треба зробити. Особливу увагу було приділено кадровій політиці. Бако Саакян підкреслив, що співробітники прокуратури повинні з більшою суворістю і відповідальністю ставитися до виконання своїх службових обов'язків, і ті, хто явно не відповідають займаній посаді будуть беззастережно звільнені від роботи. Президент також зачіпив питання зміцнення матеріально-технічної бази прокуратури, відзначивши необхідність наявності відповідних сучасним стандартам лабораторії судових експертиз та судово-медичного центру.